# Anacampseros lanceolata
Anacampseros lanceolata är en tvåhjärtbladig växtart. Anacampseros lanceolata ingår i släktet Anacampseros och familjen Anacampserotaceae.

## Underarter
Arten delas in i följande underarter:
- A. l. lanceolata
- A. l. nebrownii